# Barnaba (Hładun)
Barnaba, imię świeckie Wasylij Andrijowycz Hładun (ur. 19 października 1964 w Hołobach) – biskup Ukraińskiego Kościoła Prawosławnego Patriarchatu Moskiewskiego.

## Życiorys
Urodził się w rodzinie prawosławnej. Wykształcenie średnie zdobywał w Hołobach i w Łucku, gdzie w 1983 r. ukończył z wyróżnieniem technikum. W latach 1983–1985 odbył służbę wojskową w Czerniowcach, następnie (1986–1990) służył w milicji.
W 1991 r. został posłusznikiem w skicie Opieki Matki Bożej ławry Troicko-Siergijewskiej. W 1992 r. posługiwał w zarządzie eparchii chmielnickiej, a w roku następnym – w zarządzie eparchii mikołajowskiej. 21 września 1993 r. został przez biskupa mikołajowskiego i wozneseńskiego Pitirima wyświęcony na diakona i rozpoczął posługę w soborze katedralnym w Mikołajowie. 15 lutego 1994 r. z rąk tego samego hierarchy przyjął święcenia kapłańskie. 3 maja 1994 r. został proboszczem parafii Świętego Ducha w Mikołajowie. 27 marca 1995 r. złożył przed biskupem Pitirimem wieczyste śluby mnisze z imieniem Barnaba, ku czci św. Barnaby Apostoła. 16 kwietnia 1996 r. otrzymał godność ihumena. W 1998 r. ukończył seminarium duchowne w Kijowie. W 2000 r. wszedł w skład rady eparchii mikołajowskiej. 5 maja 2002 r. otrzymał godność archimandryty. W tym samym roku został dziekanem okręgu mikołajowskiego miejskiego. 17 listopada 2008 r. stanął na czele monasteru Świętych Konstantyna i Heleny w Konstantynowce. W latach 2006–2015 był deputowanym Mikołajowskiej Rady Obwodowej. W 2010 r. objął zarząd oddziału pielgrzymkowego eparchii mikołajowskiej, a w 2017 r. został członkiem komisji dyscyplinarnej tejże administratury. W 2020 r. rozpoczął studia zaoczne w Kijowskiej Akademii Duchownej.
Postanowieniem Świętego Synodu, wybrany 7 grudnia 2020 r. na biskupa nowobożańskiego, wikariusza eparchii mikołajowskiej. Chirotonia odbyła się 13 grudnia w soborze Zaśnięcia Matki Bożej ławry Peczerskiej, pod przewodnictwem metropolity kijowskiego i całej Ukrainy Onufrego.